# Aiouea benthamiana
Aiouea benthamianaMez es una especie perteneciente a la familia Lauraceae. 

## Hábitat
Es endémica de Colombia, Brasil y Venezuela confinada a las riveras del Río Negro.  

## Fuente
- World Conservation Monitoring Centre 1998.  Aiouea benthamiana.  2006 IUCN Red List of Threatened Species. Bajado el 20-8-07